# 直壁

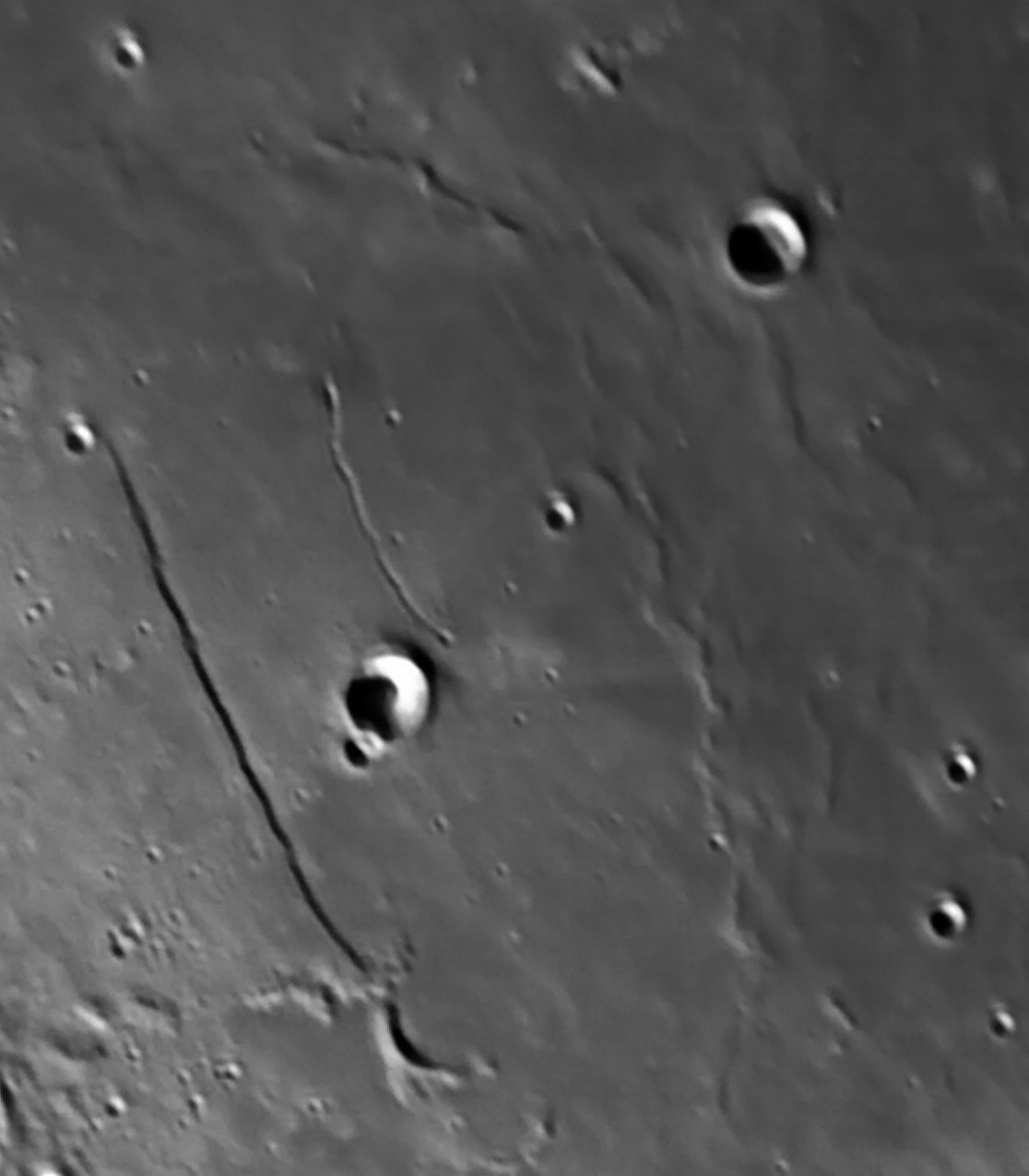
直壁（及伯特月溪）-保加利亚旧扎戈拉市的格奥尔基·格奥尔基耶夫在地球上用15000毫米焦距相机拍摄的照片。

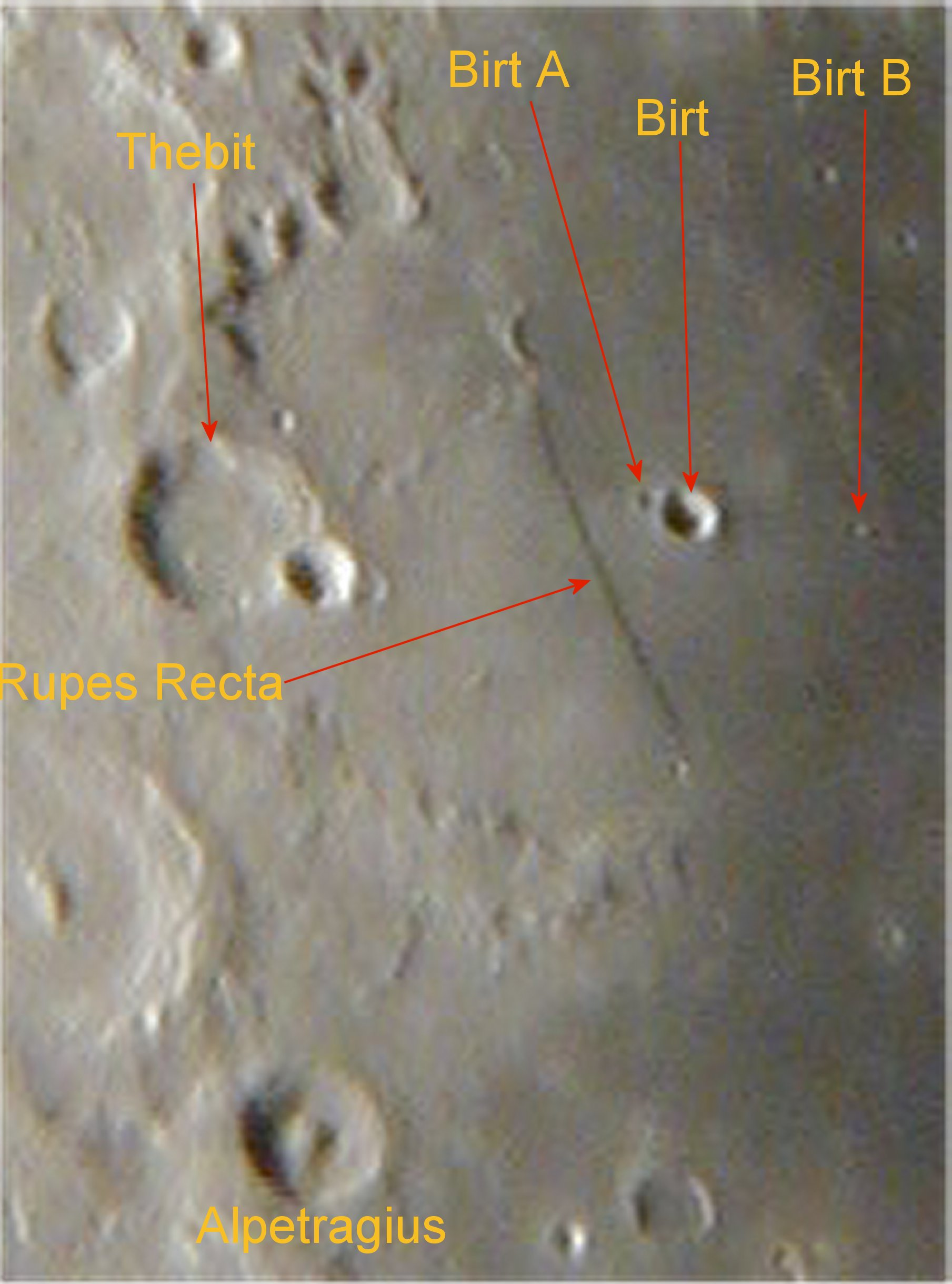
直壁、伯特陨石坑及塞比特陨石坑-使用带奥林巴斯数码相机4.5英寸望远镜拍摄。望远镜视图，图像呈倒置。

直壁（Rupes Recta）是月球上的一条线状地质断层或凹槽（也称月溪），位于南纬22.1°、西经7.8°的云海东南部。其拉丁文名意为“笔直的悬崖”。然而，它更为人所知的称呼则是“直壁”。它是月球上最著名的悬崖，也是天文爱好者们的热门目标。
该断层绵延110公里，宽约2-3公里，高度240-300米。月球在其轨道上运行时，每隔8天，当太阳照在直壁上时，就会投下一道形似陡峭悬崖的宽阔阴影，虽然它看似月球表面的一道垂直悬崖，但实际坡度却只有10°左右，并不陡峭。
该断崖的西侧坐落着直径约17公里的伯特陨石坑和“伯特月溪”。南端是一群通常被称为“斯塔格斯-豪尔山脉”（Stag's-Horn Mountains）的丘陵群，虽然该名称还并未被国际天文学联合会正式认可。
直壁东北坐落着阿尔佩特拉吉斯环形山，东侧则毗邻塞比特环形山。

## 参引资料
1. ↑  North, Gerald. . Cambridge University Press. 2007: 331. ISBN 978-0-521-87407-6.
2. ↑  Grego, Peter. . Birkhäuser. 2005: 32. ISBN 978-1-85233-748-3.
3. ↑  Wood, Charles A. . Sky & Telescope. Sky Publishing: 2.   [Feb 2, 2012]. （原始内容存档于2011-11-17）.